# CH Gel Barcelona
Der CH Gel Barcelona war ein spanischer Eishockeyclub aus Barcelona, der in der Zeit von 1979 bis 1986 fünf Jahre lang in der Superliga spielte.  

## Geschichte
Der CH Gel Barcelona wurde im Jahr 1979 gegründet und nahm sofort am Spielbetrieb der Superliga, der höchsten spanischen Eishockey-Spielklasse teil. Nach zwei achten Plätzen in den beiden ersten Spielzeiten stieg Barcelona in die Segunda División ab. Mit einem zweiten Platz in der Saison 1981/82 gelang der sofortige Wiederaufstieg. Erneut hielt sich der Verein zwei Jahre lang in der Superliga, ehe er 1984 abstieg. In der folgenden Saison gewannen die Katalanen die Zweitligameisterschaft und errangen den einzigen Titel ihrer Vereinsgeschichte. Aufgrund von finanziellen Problemen musste der Verein im Laufe der Saison 1985/86 den Spielbetrieb einstellen.
Im Anschluss an die Auflösung des Vereins reaktivierte der katalanische Sportverein FC Barcelona wieder seine Eishockeyabteilung und führte die Tradition des CH Gel Barcelona weiter.   

## Erfolge
- Meister in der Segunda División 1985
- Aufstieg in die Superliga 1982, 1985